# Veneux-les-Sablons
Veneux-les-Sablons és un antic municipi i actual municipi delegat francès, situat al departament de Sena i Marne i a la regió de Illa de França. L'any 2007 tenia 4.743 habitants.
Va desaparèixer a finals del 2016 al unir-se al municipi de Moret Loing et Orvanne i crear Moret-Loing-et-Orvanne.

## Demografia

### Població
El 2007 la població de fet de Veneux-les-Sablons era de 4.743 persones. Hi havia 2.044 famílies, de les quals 650 eren unipersonals (221 homes vivint sols i 429 dones vivint soles), 634 parelles sense fills, 631 parelles amb fills i 129 famílies monoparentals amb fills.
La població ha evolucionat segons el següent gràfic:
Habitants censats

### Habitatges
El 2007 hi havia 2.319 habitatges, 2.083 eren l'habitatge principal de la família, 127 eren segones residències i 109 estaven desocupats. 1.754 eren cases i 486 eren apartaments. Dels 2.083 habitatges principals, 1.425 estaven ocupats pels seus propietaris, 612 estaven llogats i ocupats pels llogaters i 46 estaven cedits a títol gratuït; 143 tenien una cambra, 165 en tenien dues, 425 en tenien tres, 534 en tenien quatre i 815 en tenien cinc o més. 1.541 habitatges disposaven pel capbaix d'una plaça de pàrquing. A 1.047 habitatges hi havia un automòbil i a 724 n'hi havia dos o més.

### Piràmide de població
La piràmide de població per edats i sexe el 2009 era:
| Homes | Edats   | Dones |
| ----- | ------- | ----- |
| 12    | 95 o +  | 0     |
| 4     | 90 a 94 | 20    |
| 44    | 85 a 89 | 92    |
| 16    | 80 a 84 | 52    |
| 76    | 75 a 79 | 100   |
| 112   | 70 a 74 | 124   |
| 104   | 65 a 69 | 152   |
| 100   | 60 a 64 | 136   |
| 124   | 55 a 59 | 108   |
| 116   | 50 a 54 | 144   |
| 148   | 45 a 49 | 188   |
| 177   | 40 a 44 | 116   |
| 180   | 35 a 39 | 205   |
| 164   | 30 a 34 | 172   |
| 116   | 25 a 29 | 128   |
| 108   | 20 a 24 | 104   |
| 132   | 15 a 19 | 160   |
| 120   | 10 a 14 | 180   |
| 177   | 5 a 9   | 144   |
| 124   | 0 a 4   | 92    |

## Economia
El 2007 la població en edat de treballar era de 3.012 persones, 2.265 eren actives i 747 eren inactives. De les 2.265 persones actives 2.071 estaven ocupades (1.066 homes i 1.005 dones) i 195 estaven aturades (93 homes i 102 dones). De les 747 persones inactives 251 estaven jubilades, 277 estaven estudiant i 219 estaven classificades com a «altres inactius».

### Ingressos
El 2009 a Veneux-les-Sablons hi havia 2.077 unitats fiscals que integraven 4.910,5 persones, la mediana anual d'ingressos fiscals per persona era de 23.837 €.

### Activitats econòmiques
Dels 171 establiments que hi havia el 2007, 2 eren d'empreses extractives, 5 d'empreses alimentàries, 1 d'una empresa de fabricació de material elèctric, 1 d'una empresa de fabricació d'elements pel transport, 6 d'empreses de fabricació d'altres productes industrials, 14 d'empreses de construcció, 26 d'empreses de comerç i reparació d'automòbils, 5 d'empreses de transport, 9 d'empreses d'hostatgeria i restauració, 6 d'empreses d'informació i comunicació, 2 d'empreses financeres, 8 d'empreses immobiliàries, 35 d'empreses de serveis, 35 d'entitats de l'administració pública i 16 d'empreses classificades com a «altres activitats de serveis».
Dels 33 establiments de servei als particulars que hi havia el 2009, 1 era una oficina de correu, 1 una oficina bancària, 3 tallers de reparació d'automòbils i de material agrícola, 1 autoescola, 4 paletes, 6 guixaires pintors, 2 electricistes, 6 perruqueries, 1 veterinari, 4 restaurants, 3 agències immobiliàries i 1 saló de bellesa.
Dels 9 establiments comercials que hi havia el 2009, 2 eren supermercats, 3 fleques, 2 carnisseries, 1 una peixateria i 1 una joieria.
L'any 2000 a Veneux-les-Sablons hi havia 4 explotacions agrícoles.

## Equipaments sanitaris i escolars
Els 2 equipaments sanitaris que hi havia el 2009 eren farmàcies.
El 2009 hi havia 1 escola maternal i 1 escola elemental.

## Poblacions més properes
El següent diagrama mostra les poblacions més properes.